# Comuna Vilhuvatka, Ciutove
Vilhuvatka (în ucraineană Вільхуватка) este o comună în raionul Ciutove, regiunea Poltava, Ucraina, formată din satele Levențivka și Vilhuvatka (reședința).

## Demografie
Componența lingvistică a comunei Vilhuvatka
     Ucraineană (97,25%)
     Rusă (1,75%)
     Alte limbi (0,38%)
Conform recensământului din 2001, majoritatea populației comunei Vilhuvatka era vorbitoare de ucraineană (97,25%), existând în minoritate și vorbitori de rusă (1,75%).